# Bruno Bianchi (nuotatore)
Bruno Bianchi (Trieste, 26 settembre 1943 – Brema, 28 gennaio 1966) è stato un nuotatore italiano, tragicamente perito nel disastro aereo di Brema del 28 gennaio 1966.

## Carriera
Specialista delle distanze brevi dello stile libero, ha debuttato in nazionale nel 1959 e in quell'anno ha conquistato la medaglia d'oro nella staffetta 4 × 200 m stile libero ai Giochi del Mediterraneo di Beirut del 1959. Ai Giochi olimpici del 1960 a Roma è giunto sesto nella staffetta 4 × 100 m mista con Giuseppe Avellone, Roberto Lazzari e Federico Dennerlein.
Nel 1963 ha avuto un buon successo, vincendo cinque titoli italiani tra primaverili ed estivi e partecipando alle universiadi di Porto Alegre in Brasile, dove ha vinto il bronzo nella staffetta 4 × 100 m stile libero e l'argento in quella mista. Ai Giochi olimpici del 1964 a Tokyo è entrato ancora in una finale, ottavo con la staffetta 4 × 200 stile libero. Ha gareggiato anche nella gara individuale dei 100 m stile libero, venendo eliminato in batteria. Ha continuato ad avere successo in Italia vincendo ancora cinque campionati nazionali sia nel 1964 che nel 1965.
È stato anche detentore del record italiano dei 100 e 200 stile libero, rispettivamente coi tempi di 56"1 e 2'04"0; inoltre tra il 1960 e il 1965 ha fatto parte delle due staffette a stile libero e con esse ha migliorato i primati nazionali sino al 3'41"8 nella 4 × 100 m e all'8'16"8 nella 4 × 200 m.
È deceduto a 23 anni ancora da compiere nella tragedia aerea di Brema del 28 gennaio 1966, nella quale persero la vita, con l'allenatore Paolo Costoli e il telecronista della Rai Nico Sapio, alcuni componenti della nazionale italiana di nuoto della quale era capitano, che nella città tedesca doveva partecipare ad un meeting internazionale.
Porta il suo nome il polo natatorio del Centro federale di Trieste che ha ospitato i Campionati europei di nuoto in vasca corta 2005

## Palmarès
| Giochi olimpici           | 100 m stile libero     | 4 × 100 m stile libero    | 4 × 200 m stile libero                     |
| 1960 Roma Italia          | ---                    | 6º - 4'17"2 frazione 57"6 | elim. in batteria - 8'38"1 frazione 2'08'5 |
| 1964 Tokyo Giappone       | elim. in batteria 56"8 | ---                       | 8º - 8'18"1 frazione: 2'03"4               |
| Giochi del Mediterraneo   | 100 m stile libero     | 4 × 100 m stile libero    | 4 × 200 m stile libero                     |
| 1959 Beirut Libano        | ---                    | ---                       | Oro: 8'50"0 :                              |
| Universiade               | ---                    | 4 × 100 m st. libero      | 4 × 100 m mista                            |
| 1963 Porto Alegre Brasile | ---                    | Bronzo: 3'49"8 :          | Argento: 4'15"1 :                          |

### Campionati italiani
7 titoli individuali e 10 in staffette, così ripartiti:
- 6 nei 100 m stile libero
- 1 nei 200 m stile libero
- 6 nella staffetta 4 × 100 m stile libero
- 2 nella staffetta 4 × 200 m stile libero
- 2 nella staffetta 4 × 100 m mista

nd = non disputata
| Anno | Edizione    | st.libero 100 m | st.libero 200 m | st.libero 400 m | st.libero 4×100 m | st.libero 4×200 m | mista 4×100 m |
| ---- | ----------- | --------------- | --------------- | --------------- | ----------------- | ----------------- | ------------- |
| 1958 | Estivi      | -               | 3               | 2               | nd                | -                 | -             |
| 1959 | Estivi      | 3               | 1               | -               | nd                | -                 | -             |
| 1960 | Estivi      | 3               | 2               | -               | nd                | -                 | -             |
| 1961 | Primaverili | 1               | -               | -               | nd                | -                 | -             |
| 1961 | Estivi      | 2               | -               | -               | nd                | -                 | -             |
| 1963 | Primaverili | 1               | 2               | -               | 1                 | nd                | 3             |
| 1963 | Estivi      | 1               | -               | -               | 1                 | 2                 | 1             |
| 1964 | Primaverili | 1               | 2               | -               | 1                 | nd                | 3             |
| 1964 | Estivi      | 1               | 2               | -               | 1                 | 1                 | 2             |
| 1965 | Primaverili | 1               | 3               | 2               | 1                 | nd                | 2             |
| 1965 | Estivi      | 2               | 3               | -               | 1                 | 1                 | 1             |